# Il compagno (film)
Il compagno è un film per la televisione del 1999, diretto da Francesco Maselli e tratto dall'omonimo romanzo di Cesare Pavese pubblicato nel 1947.

## Trama
Alla fine degli anni trenta, il giovane chitarrista Pablo lascia Torino per Roma. Qui comincia a frequentare l'avanspettacolo, sviluppa una coscienza politica e intreccia una relazione con Gina, proprietaria di un'officina di biciclette. Mentre scoppia la seconda guerra mondiale, Pablo diventerà prima antifascista e poi comunista.